# Kamov Ka-26
Le Kamov Ka-26 (Code OTAN : Hoodlum) est un hélicoptère civil à rotors contrarotatifs coaxiaux conçu par la société russe Kamov. 

## Conception
Son développement a commencé en 1962. La compagnie Aeroflot avait besoin d'un hélicoptère civil, léger et polyvalent, essentiellement pour effectuer des missions agricoles. Kamov résolut l'exigence de polyvalence en créant une cabine/soute amovible accrochée derrière le poste de pilotage. Selon la mission demandée, l'appareil peut emporter une cabine passagers, une soute cargo, un dispositif d'épandage (photo) ou même un réservoir d'eau ou de produits chimiques pour la lutte anti-incendie (voir bombardier d'eau). Il existe également une version évacuation sanitaire équipée de deux lits et de trois places pour accueillir le personnel médical. 

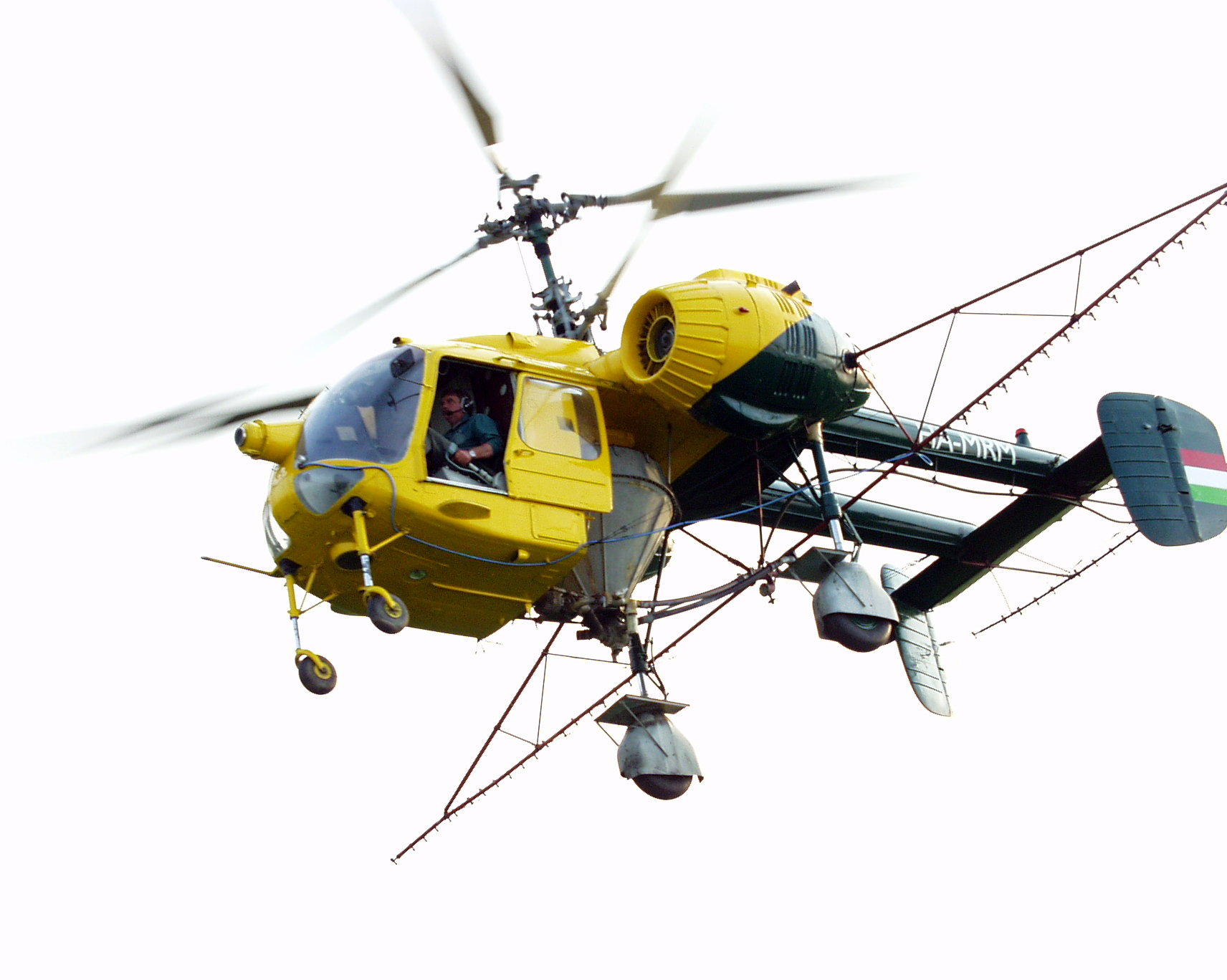
Hélicoptère équipé d'un dispositif d'épandage en Hongrie.

Les deux moteurs en étoile à refroidissement par air de type M-14V-26, disposés dans des nacelles de part et d'autre du plancher mécanique abritant la boîte de transmission, entraînent deux rotors tripales coaxiaux contrarotatifs, configuration classique de la société Kamov. Le plancher mécanique est prolongé à l'arrière par deux poutres de queue supportant l'empennage et deux dérives latérales (oreilles). Le train d'atterrissage comporte deux roulettes à l'avant de part et d'autre du poste de pilotage et deux roues sous les nacelles des moteurs. Pour les missions en hiver, le train peut être équipé de skis.
Le Ka-26 est considéré comme le premier hélicoptère équipé de pales rotor en résine renforcées par fibre de verre (avant même le Bo 105 de MBB). 
Le premier vol eut lieu le 18 août 1965. La production en série commença en 1969 et le premier appareil de série décolla le 4 novembre 1969.
Jusqu'à la fin de la fabrication en série en 1985 environ 850 à 900 Ka-26 ont été fabriqués par Kumertau Aviation Production Association dont 250 à 300 furent exportés.

## Variantes

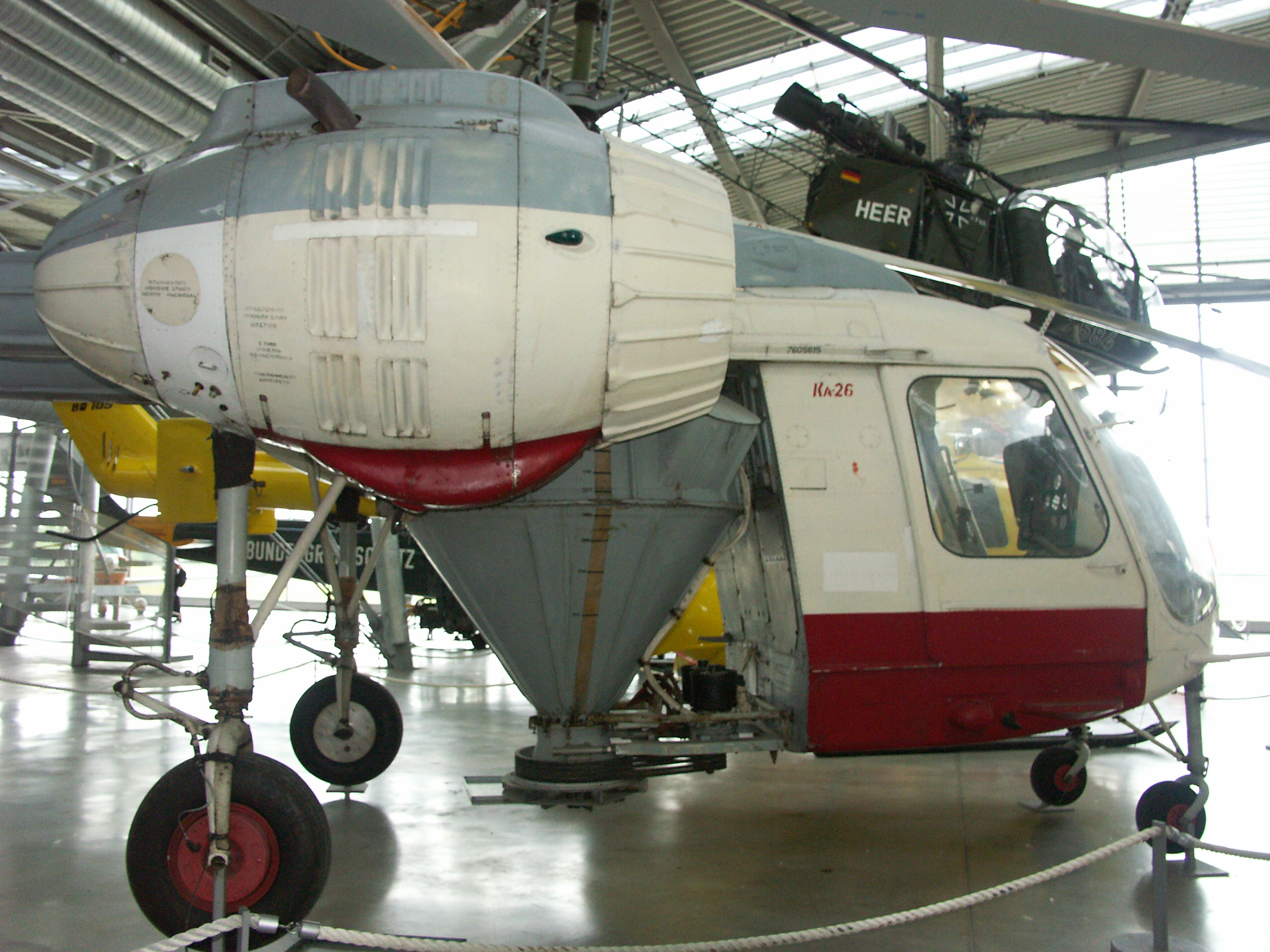
Version agricole

- Ka-26 Hoodlum : Version de base équipée de moteurs à pistons.
- Ka-126 Hoodlum-B : Version équipée de turbines sortie en 1986.
- Ka-226 : Version équipée de turbines sortie en 1997.

## Utilisateurs
Utilisation militaire
- Bénin
- Bulgarie
- Hongrie
- Lituanie : Pour sa police
- Sri Lanka
- Mongolie

Utilisation civile
- Japon
- Allemagne de l'Est : Interflug
- Roumanie
- Russie : Aeroflot
- Suède
- Ukraine